# NGC 2761
NGC 2761 este o infrared source⁠(d) situată în constelația Racul. A fost descoperită în 29 martie 1865 de către Albert Marth. Se află la o distanță de 125 de megaparseci de Pământ.